# Муг (село)
Муг (тадж. Муғ, до марта 2022 г. —  Мук) — село в сельском джамоате Лахши Боло Лахшского района. Расстояние от села до центра района — 75 км, до центра джамоата — 20 км. Население — 945 человек (2017 г.), таджики.